# Mostra nazionale di belle arti

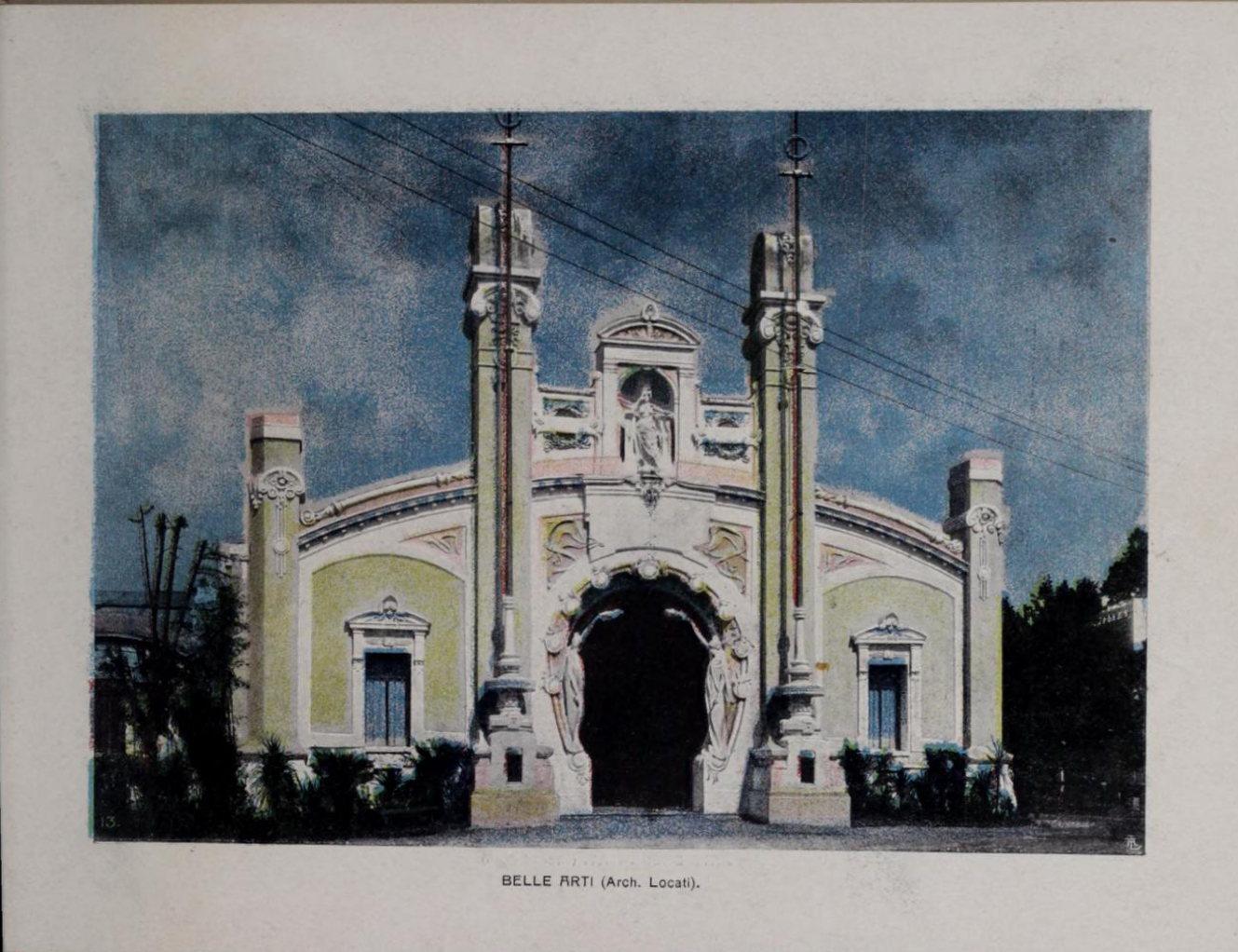
L'ingresso della Mostra, arch. Locati

La Mostra nazionale di belle arti fu una esposizione di pittura, scultura e architettura che si tenne nell'àmbito della grande Esposizione Internazionale del Sempione di Milano del 1906. La mostra occupava un vasto padiglione eretto per l'occasione nel Parco Sempione in prossimità dell'Arena dall'architetto Sebastiano Giuseppe Locati (1861-1939). Come accadde agli altri padiglioni, l'edificio fu demolito al termine della grande esposizione.

## Storia e organizzazione
La Mostra, disposta in 54 sale più un Vestibolo e due Gallerie perimetrali all'Arena, aveva come oggetto la pittura, la scultura e l'architettura e come scopo di «mettere in piena evidenza l'attività artistica contemporanea di ogni parte d'Italia, senza preferenze di scuole o di pensiero» . Era riservata ad artisti italiani o stranieri dimoranti stabilmente in Italia e le opere esposte dovevano essere inedite e mai presentate prima in altre mostre italiane; ogni artista poteva presentanre non più di tre e gli artisti avevano facoltà di riunirsi in gruppi con un comune indirizzo artistico; ogni gruppo doveva essere rappresentato da un artista noto in quell'ambito creativo.

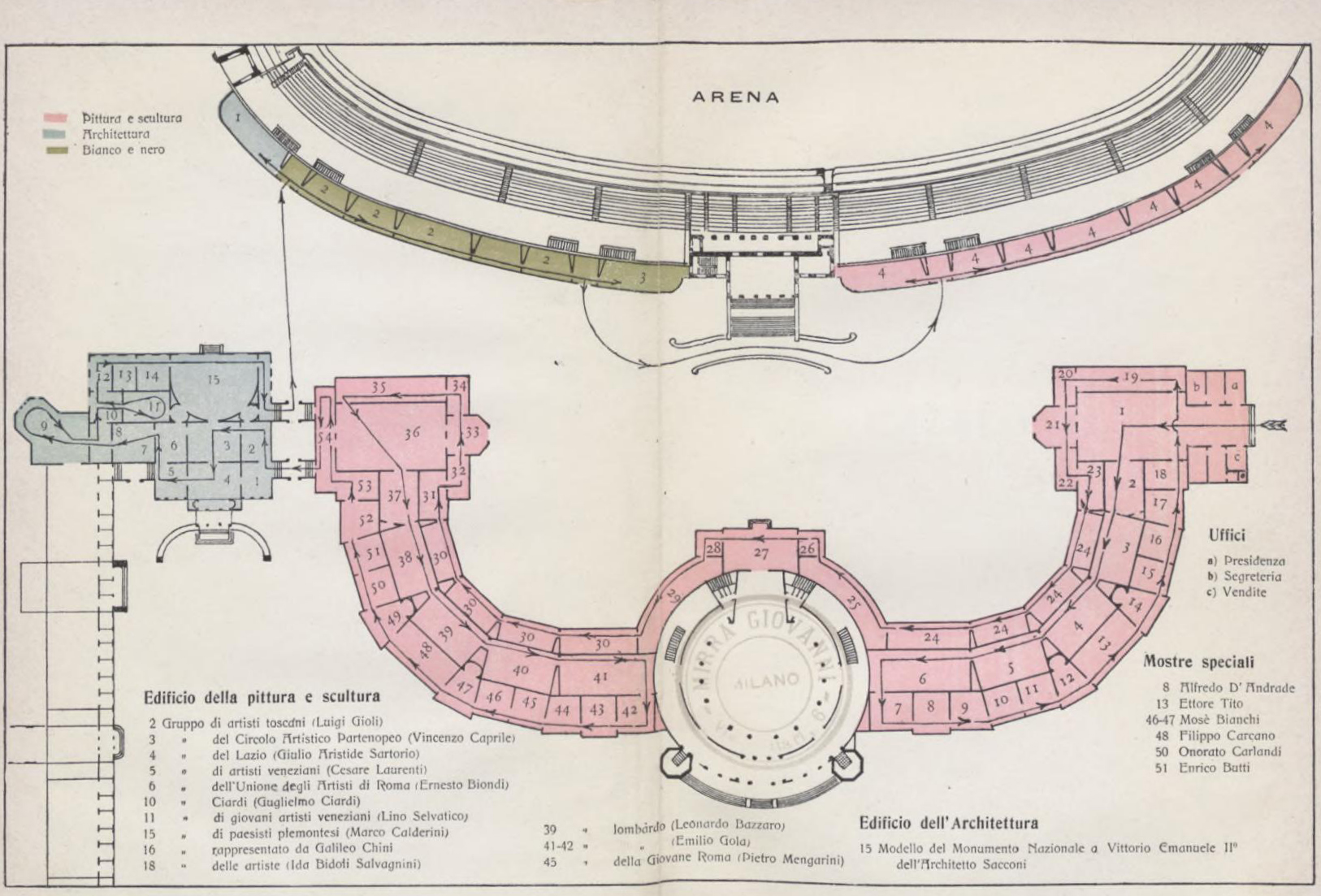
La mappa della Mostra

La mostra rimase aperta da aprile a novembre del 1906 ed era sovraintesa da una commissione di 12 membri nominata dal Comitato Esecutivo dell'Esposizione. La Presidenza della Commissione era costituita da un Presidente e da due Vicepresidenti. I membri, scelti fra eminenti personalità artistiche dell'epoca erano: Camillo Boito, architetto e Presidente; i professori Virgilio Colombo, pittore, e Giorgio Sinigaglia, Vicepresidenti; Achille Alberti, scultore; Felice Bialetti, scultore; Diego Brioschi, architetto; Pompeo Mariani, pittore; Ernesto Pirovano, architetto; il professor Camillo Rapetti, pittore; Luigi Secchi, scultore; Alessandro Vanotti, pittore. Segretario era Arturo Campi.
Nella Commissione d'ordinamento, che aveva il compito di selezionare le opere da esporre nella Mostra, erano invece: Giorgio Belloni, pittore; Filippo Carcano, pittore; Camillo Innocenti, pittore; Paolo Sala, pittore; Ettore Tito, pittore; Leonardo Bistolfi, scultore; Enrico Butti, scultore; Bassano Danielli, scultore; Eugenio Pellini, scultore; Raffaello Romanelli, scultore; Edoardo Collamarini, architetto; Alfredo d'Andrade, architetto; Angelo Savoldi, architetto; Giuseppe Sommaruga, architetto; Ulisse Stacchini, architetto.
Al termine della Mostra vennero conferiti diversi premi: quattro Premi Principe Umberto del valore di 6 000 lire l'uno «per le opere più commendevoli di pittura e scultura»; due premi di 5 000 lire cadauno assegnati dalla Cassa di Risparmio e due di pari valore assegnati dal Comitato Esecutivo dell'Esposizione; tre premi Fumagalli di 3 200 lire ciascuno assegnati dall'Accademia di Belle Arti di Brera; un premio conte Alessandro Durini di 3 000 lire; tre premi Tantardini di 2 500 lire. A questi si aggiunsero 10 000 lire elargite da Sua Maestà il Re, 10 000 lire assegnate dal Municipio di Milano e 3 000 lire assegnate dalla Società Internazionale della Pace.
I gruppi erano i seguenti:
- il Gruppo di artisti toscani (Sala II) rappresentato dal pittore Luigi Gioli; nel gruppo esponeva, fra gl altri, Giovanni Fattori;
- il Gruppo del circolo artistico partenopeo (Sala III) rappresentato dal pittore Vincenzo Caprile;
- il Gruppo del Lazio (Sala IV) rappresentato dal pittore Giulio Aristide Sartorio
- il Gruppo di artisti veneziani (Sala V) rappresentato dal pittore Cesare Laurenti;
- il Gruppo dell'unione degli artisti di Roma (Sala VI) rappresentato dallo scultore Ernesto Biondi;
- il Gruppo Ciardi (Sala X) rappresentato dal pittore Guglielmo Ciardi;
- il Gruppo di giovani artisti veneziani (Sala XI) rappresentato dal pittore Lino Selvatico;
- il Gruppo di paesisti piemontesi (Sala XV) rappresentato dal pittore Mario Calderini
- il Gruppo (Sala XVI) rappresentato dal pittore Galileo Chini;
- il Gruppo delle artiste (Sala XVIII) rappresentato dalla signora Ida Bidoli Salvagnini;
- il Gruppo di artisti lombardi (Sala XXXIX) rappresentato dal pittore Leonardo Bazzaro;
- il Gruppo Lombardo (Sala XLI) rappresentato dal pittore Emilio Gola;
- il Gruppo della giovine Roma (Sala XLV) rappresentato dal pittore Pietro Mengarini

Per un elenco completo degli artisti che esposero alla Mostra si veda il Catalogo illustrato riportato nelle note.